# Katechizm Kościoła katolickiego
Katechizm Kościoła katolickiego (w skrócie KKK) – oficjalna wykładnia doktryny wiary i zasad moralności Kościoła katolickiego. Obowiązująca wersja opublikowana została po raz pierwszy w 1992. Zawiera popularnie napisaną wykładnię najważniejszych zasad wiary, moralności i kultu, do których przestrzegania zobowiązani są wierni Kościoła katolickiego. Oryginalny tekst jest napisany po łacinie. Jest on sporządzany przez specjalną katechetyczną komisję przy papieskiej Kongregacji Nauki Wiary i ostatecznie zatwierdzany przez papieża.

## Poprzednie katechizmy
Pierwszym powszechnym katechizmem w Kościele katolickim był Katechizm Rzymski, wydany w 1566, będący odpowiedzią na reformację. Na podstawie zebranych w Katechizmie prawd wiary opracowano szereg katechizmów dla prostego, wówczas niewykształconego, ludu. Autorami popularnych katechizmów byli m.in. kardynałowie Robert Bellarmin (XVI/XVII w.) i Pietro Gasparri (XIX/XX w.).

## Powstanie katechizmu Kościoła katolickiego
W latach 80. XX w. w łonie Kościoła katolickiego zaobserwowano potrzebę wskazania nowych dróg ewangelizacji, nowych wskazań dotyczących aplikacji wymagań wiary w codziennym życiu. Wierni napotykali trudności z jasnym wyrażeniem prawd, które Kościół uważał za wiarygodne i przyjęte przez tradycję. Pytano też o wskazania dotyczące życia moralnego, jako odpowiedzi na zmieniające się warunki życia, przede wszystkim w społeczeństwach wysoko uprzemysłowionych. Jan Paweł II podjął wówczas decyzję o przygotowaniu we współpracy z wszystkimi biskupami świata książki, w której przeciętny katolik mógłby znaleźć odpowiedź na pytania dotyczące swojej wiary. W duchu posoborowym postanowiono napisać obszerne dzieło wyjaśniające, w co wierzy współcześnie Kościół. Koordynatorem przedsięwzięcia wybrany został, Joseph Ratzinger, wówczas kardynał.
W 1992 opublikowano oficjalny tekst w języku francuskim. Jan Paweł II uznał to za jedno z „najważniejszych wydarzeń najnowszej historii Kościoła”. Tekst ten przetłumaczono na języki narodowe i przekazano wiernym, aby zgłosili uwagi. Pierwsza wersja polska ukazała się w 1994 nakładem wydawnictwa Pallottinum. Kolejnym etapem było przesłanie poprawek przez biskupów i opracowanie oficjalnego tekstu po łacinie. Do ważnych korekt zaliczyć trzeba zredagowanie punktów 2266-2267, które mówią o karze śmierci, która obecnie uważana jest za niedopuszczalną ponieważ „jest zamachem na nienaruszalność i godność osoby”, zaś Kościół w świetle Ewangelii z determinacją angażuje się na rzecz jej zniesienia na całym świecie. Łacińska editio typica została ogłoszona w 1998. Na jej podstawie opracowano ponowne tłumaczenia. W Polsce opublikowano najpierw same Corrigenda (poprawki), a w 2002 drugie wydanie polskie całego katechizmu.

## Struktura i treść Katechizmu
Katechizm składa się z 2865 punktów. Całość podzielona jest na części, działy, rozdziały, artykuły i niekiedy na paragrafy. Charakterystyczne jest to, że punkty znajdujące się na końcu artykułu stanowią skrót poprzednich. Opublikowany w 1992 Katechizm składa się z pełniącej rolę wstępu konstytucji apostolskiej Jana Pawła II Fidei depositum oraz z 4 części.
- Pierwsza część jest szczegółową analizą poszczególnych elementów Credo (wyznania wiary).
- Druga część omawia celebrację misterium chrześcijańskiego, czyli zagadnienie misterium paschalnego – tajemnicy śmierci i zmartwychwstania Chrystusa oraz poszczególne 7 sakramentów Kościoła.
- Trzecia część dotyczy zasad moralności chrześcijańskiej, ze szczególnym uwzględnieniem przykazań Dekalogu.
- Czwarta część określa cechy modlitwy chrześcijańskiej, ze zwróceniem uwagi na modlitwę Ojcze nasz.

Struktura ta odpowiada schematowi katechizmów potrydenckich.

## Kompendium katechizmu Kościoła katolickiego
W 2005 roku wydano w języku włoskim Catechismo della Chiesa Cattolica. Compendio (pol. Kompendium katechizmu Kościoła katolickiego), będące syntezą Katechizmu Kościoła katolickiego obejmującą w sposób zwięzły wszystkie istotne i podstawowe elementy wiary Kościoła. Kompendium zostało opracowane przez komisję specjalną powołaną przez Jana Pawła II, której przewodniczył kardynał Joseph Ratzinger, późniejszy papież Benedykt XVI. W kompendium zastosowano schemat „pytanie-odpowiedź”.

## YOUCAT
W 2011 ukazała się wersja KKK skierowana przede wszystkim do młodzieży, zatytułowana YOUCAT. Publikacja, która składa się z 527 pytań i odpowiedzi, została oparta na Katechizmie i jego Kompendium. Uzupełniona została o cytaty z Pisma Świętego oraz ze świętych, autorytetów i uczonych. Jej redaktorem był metropolita Wiednia, kardynał Christoph Schönborn, a wstęp napisał Benedykt XVI. Celem wydania YOUCAT było powiązanie wiary Kościoła [...] z mentalnością współczesnych młodych ludzi. W Polsce YOUCAT ukazał się 2 czerwca 2011 nakładem Edycji Świętego Pawła.